# Bitka za Zadar
Bitka za Zadar je bila bitka u Domovinskom ratu.
Zadar je bio priželjkivano sjedište „srpske Dalmacije“ i zato su ga pobunjeni hrvatski Srbi, Srbija i JNA smatrale legitimnim ciljem. Trebao je biti "najveća srpska luka".
Predborbe za Zadar počele su još u kolovozu, intenzivirala se koordinirano s napadom na Šibenik, Zadar su Srbi počeli granatirati 15. rujna, a Šibenik napali 16. rujna, a bitka za Zadar zbila se u punom intenzitetu od 1. listopada - 6. listopada 1991. godine. U bezizglednoj situaciji hrvatske su snage uspjele obraniti grad od srpskih osvajača.
Početkom listopada istjecao je moratorij na odluku Republike Hrvatske o razdruženju od SFRJ. Srpske su snage nastojale osvojiti što je više moguće, jer vrijeme je radilo protiv njih. Pokrenule su sveopći napad na Hrvatsku, ciljajući na strateške gradove. Napali su Dubrovnik koji je bio u neposrednoj ugrozi sve do 26. svibnja 1992., a do kraja rata nije imao mira (Obrana Dubrovnika), Zadar, Dugu Resu i Karlovac (4. listopada - 6. siječnja), Osijek, Vinkovce, Novsku, Novu Gradišku, Nuštar, Jasenovac, Lipik i druge, pokušali su obezglaviti Hrvatsku raketiranjem Banskih dvora.

## Vojne analize
Prema hrvatskim vojnim analitičarima Franu Višnaru i Pavlu Kaliniću, Zadar je bio u iznimno teškom položaju za obranu, vrlo slično Vukovaru. Razlog je u njegovom raštrkanom položaju. Ono što mu je davalo nešto bolju situaciju od Vukovara bila je ta što je Vukovar za razliku od Zadra bio u neposrednom susjedstvu Srbije, pa su srpski agresori imali neposrednu blizinu vlastite logistike i u kratkom su roku mogli dovući svježe snage, od kojih su često dovodili pripadnike nacionalnih manjina za žrtvovno meso, čijim bi likvidiranjem hrvatske snage odale svoj položaj.

## Pripreme za napad

### Izvlačenje vojske iz Zadra i zauzimanje predgrađa
Borbe za Zadar počele su niskim intenzitetom još kolovozu 1991. godine. Od tog se kolovoza većina snaga JNA iz Zadra povlači ka zračnoj luci Zemuniku. Postrojbe JNA nisu nastavile ići dalje ka Benkovcu, nego su se utaborile u Crnome i Babindubu te tako zauzele ta dva zadarska predgrađa. Lokalno se je stanovništvo povuklo u Zadar.
Dne 20. kolovoza 1991. izjavu ministra obrane pobunjeničke srpske paradžave Milana Martića prenio je New York Times: “Ubrzo ćemo osvojiti Petrinju, Karlovac i Zadar, jer je u našem interesu i interesu vojske da imamo veliku morsku luku”. Četnički vojvoda i osnivač Radikalne stranke Vojislav Šešelj tih je dana izjavio u blizini Zadra kako će se „unatoč oktobru, da okupa u srpskom moru i da ispije kafu na Zelenom trgu (danas Narodni trg u Zadru).”
Zauzimanjem Bilica, gradu su odsjekli struju presijecanjem nadzemnih strujnih vodova. Držanjem područja Zrmanje, Zadru su odsjekli vodu te je Zadru tijekom cijelog rata bila ugrožena vodoopskrba.

### Pokušaj opkoljavanja iz pravca Šibenika
Dne 15. rujna počele su otvorene borbe za Zadar, a dotad su se vodile u širem području grada. Vojislav Šešelj i Milan Martić otvoreno su govorili o zauzimanju Zadra. Zbog važnosti, napada na grad vodio je Ratko Mladić. Tog 15. rujna prve su granate Srbi ispalili na sam grad Zadar, a oko grada su se žestoko intenzivirale borbe, što se pojačavalo krajem rujna, u listopadu i studenom 1991.
Za napad na Zadar JNA i pobunjeni Srbi namjeravali su stegnuti obruč oko grada. Stoga su radi osiguranja južnog krila namjeravale prvo zauzeti Šibenik. JNA i pobunjeni Srbi iz bivše općine Knina i područja Kistanja napale su Šibenik sredinom i drugom polovicom rujna.
Šibenik se uspješno obranio. U obrani Šibenika istaknuo se Marinko Kardum "Tenkolomac" iz Vodica koji je sam uništio nekoliko tenkova JNA. Za junaštvo mu je podignut spomenik kraj šibenskog mosta s desne strane iz smjera Vodica. U obrani Šibenika sudjelovao je i glumac Goran Višnjić

### Promjena plana
Nakon neuspjelog pokušaja zauzimanja Šibenika, JNA je sve dostupne resurse iz tog kraja prebacila na Zadar. Zadar je u to vrijeme već bio u velikom okruženju. Procjene i dostupni podatci govore o 10 000 vojnika JNA i što oko 1500 - 2000 lokalnih pobunjenih Srba. Među tim pobunjenim Srbima bili su i dojučerašnji stanovnici Zadra koji su obukli četničke odore, a koji su poslije rata besramno tražili svoja stanarska prava u Zadru. Time je grad okruživalo 12 - 14 000 srpskih agresorskih vojnika. General Momčilo Perišić naredio je da mu u pomoć u napadu na grad doplove snage JRM i dolet ratnog zrakoplovstva.

### Promidžbeni rat
Zlobnici su tvrdili da su Zadrani napustili grad i da su ih branili drugi, pa su ga zlobno nazvali Bježigrad. Podatci govore sasvim drugo. Prije srpske agresije u Zadru je živjelo oko 77 000 stanovnika, od čega je 80 % bilo Hrvata, 14 % Srba, 4 % Jugoslavena u smislu nacionalnosti, 2 % Albanaca i Muslimana. Prve dane listopada u Zadru, srpske je napade na Zadar dočekalo 50 000 ljudi u Zadru. Istina jest da su 2. listopada za vrijeme kratkotrajnog primirja upućeni na otoke puni trajekti djece, žena i staraca, što je zabilježeno televizijskim kamerama. Zlobnici, koji su valjda očekivali da se svu tu djecu, žene i starce pošalje na Sokin Brig braniti grad, su to okarakterizirali kao bijeg Zadrana. Srpski su generali teškim riječima izvrijeđali Zadrane. Generali JNA Perišić i Milan Zec (zapovjednik JRM koja je poslije u napadu na Dubrovnik) su rekli "Zadar je bježigrad, a ono Zadranki što je ostalo, neka se našminkaju jer uskoro stižu Srbi." Vojislav Šešelj se u to vrijeme nalazio na brdu Križu. Kazao je "kako će da se, unatoč oktobru, da okupa u srpskom moru i da ispije kafu na Zelenom trgu (danas Narodni trg u Zadru)."

### Napad na grad
Napad na Zadar počeo je 1. listopada. U tom trenutku hrvatske snage koje su branile Zadar imale su 2300 ljudi. Činili su ih pripadnici MUP-a, ZNG-a i Civilne obrane. Pomoć je stigla iz Imotskog, odakle je stiglo 700 hrvatskih dragovoljaca, čime je ukupni broj hrvatskih branitelja iznosi 3000 prema 14 000 vojnika četničkog agresora. Hrvatske su snage najviše bile locirane na Bokanjcu, Bilom Brigu, Sokinom Brigu, Sinjoretovu, Ploči, Dračevcu te u Arbanasima.
Hrvatski su branitelji bili prisiljeni snalaziti se improvizacijskim rješenjima, pa su spajanjem konstruirali vlastita vozila samohodnog topništva. Poslužili su se vozilom zadarskih Nasada kojim su se prije rata šišale suhe grane na stablima kraj ceste i mijenjale žarulje javne rasvjete. Na njega su montirali improvizirani top kojim je s Karme gađan raketni brod JRM VPRB-32 Koper.
U prvom srpskom napadu na grad poginulo su 42 osobe u Zadru. Arbanasi su se istakli obranom grada iz kuća. Pucali su na brodove JRM koja je gađala grad.
Dne 2. listopada bilo je kratkotrajno primirje. Hrvatske su snage to iskoristile za evakuirati trajektima djecu, žene i starce na nešto sigurnije otoke. Srpska je promidžba to odmah iskoristila za širenje laži kako Zadrani ne brane grad, nego dovučene ustaše, Zadrane nazivavši kukavicama, a Zadranke lakim ženama.
Najgori ratni dan za Hrvate u Zadru bio je 5. listopada, kad su od srpskih napada poginule 104 osobe.
Završni srpski napad na Zadar bio je 6. listopada, na dan kad su žestoko napali Novsku, Novu Gradišku, Lipik i druge. Hrvati su ih zaustavili na Dračevcu. Jedan je hrvatski branitelj tada uništio legendarni tenk, a drugi je uništio transporter. Na Sokinom je Brigu, hrvatski branitelj uništio kamion pun vojnika, a na Bilom Brigu hrvatske su snage uništile još 4 srpska tenka. Srpski je osvajač doživio poraz i na moru. Arbanasi su teško oštetili brod Koper, osramotivši JRM, te su prisilili razarač na povlačenje iz zadarskog kanala. Na sve to uslijedilo je rasulo među vojnicima JNA što je išlo na ruku zadarskim braniteljima.

## Velika granatiranja
Zadar je tijekom cijelog Domovinskog rata trpio granatiranja i bio je u neposrednoj zoni ratne opasnosti. Velika je granatiranja pretrpio 15. prosinca i na Božić 1991. Početkom svibnja 1992. opet su ostali odsječeni od struje dizanjem strujnog voda iz pravca Šibenika. Od 18. – 22. svibnja 1992. trpio je neprekidno granatiranje.

## Vanjske poveznice
Prekomjerna granatiranja Zadra koja su počinili Srbi a za koja nitko nikad nije odgovarao:
- Napad na Zadar Razni snimci napada na Zadar
- Srpska TV Priština o napadu na Zadar
- Rat u Zadru 1991. - privatni snimak
- Kanal Drazen Koludera: Rat u Zadru Vir-Nin 02-05.11.1991.
- Rat u Zadru - 10.11.1991.
- Kanal JedinavječnaHrvatska Serijal Zločinačko razaranje grada 1-6

Spomen braniteljima:
- Fotografija dana  Arhivirana inačica izvorne stranice od 8. listopada 2015. (Wayback Machine) Zadarski list, 6. listopada 2015., Zvonko Kucelin: Svim braniteljima koji su prije 24 godine obranili Zadar zahvalili su transparentom navijači Tornada